# Его любимое времяпрепровождение
«Его любимое времяпрепровождение» (англ. His Favorite Pastime, альтернативные названия — Charlie Is Thirsty / Charlie’s Reckless Fling / The Bonehead / The Reckless Fling) — короткометражный немой фильм с участием Чарли Чаплина. Премьера состоялась 16 марта 1914 года.

## Сюжет
Бродяга является в бар, чтобы немного выпить. Он быстро пьянеет, становится очень задиристым и устраивает потасовку с другими клиентами и работниками бара. Выйдя на улицу, бродяга решает приударить за красивой женщиной. Проследив, где она живёт, он является к ней домой и устраивает драку с горничной и мужем женщины.

## В ролях
- Чарли Чаплин — пьяный бродяга
- Роско Арбакл — пообтрепавшийся пьяница
- Пегги Пирс — красивая женщина
- Хеллен Каррутерс — горничная
- Хэнк Манн — муж женщины
- Гарри МакКой — хозяин бара
- Джесс Денди — выпивающий